# 쿠퍼티노 고등학교
쿠퍼티노 고등학교(영어: Cupertino High School 쿠퍼티노 하이 스쿨[*])는 미국 캘리포니아주 쿠퍼티노에 위치한 4년제 공립 고등학교로, 회화체로 티노(Tino)라고도 불린다. 프리먼트 유니언 고등학교 교육구(Fremont Union High School District)의 일부이다.